# Дејмон (Тексас)
Дејмон (енгл. Damon) насељено је место без административног статуса у америчкој савезној држави Тексас.

## Демографија
По попису из 2010. године број становника је 552, што је 17 (3,2%) становника више него 2000. године.
| Група             | 2000.       | 2010.       |
| Белци             | 377 (70,5%) | 368 (66,7%) |
| Афроамериканци    | 0 (0,0%)    | 1 (0,2%)    |
| Азијати           | 1 (0,2%)    | 1 (0,2%)    |
| Хиспаноамериканци | 145 (27,1%) | 171 (31,0%) |
| Укупно            | 535         | 552         |